# Stéphane Gsell
Stéphane Gsell, nació en París el 7 de febrero de 1864 y murió en París el 1 de enero de 1932, arqueólogo e historiador francés, especialista en la Historia antigua del Norte de África y sobre todo de Argelia.

## Biografía
Estudiante en la École Normale Supérieure en 1883, miembro de la Escuela Francesa de Roma, realizó las primeras excavaciones sistemáticas en la necrópolis etrusca de Vulci.
Profesor de la Facultad de Letras de Argel (l’École supérieure des lettres d'Alger). Nombrado director de la excavación de Tipasa, también exploró muchas otras partes de Argelia.
Fue Inspector de Antigüedades de Argelia, Director del Museo Nacional de Antigüedades y arte musulmán de Argel que abrió sus puertas en 1879 y profesor en el Colegio de Francia.
Su obra principal es la Historia antigua del Norte de África (Histoire ancienne de l'Afrique du Nord) escrito entre 1913 y 1929.
Stéphane Gsell fue el primero en tratar las relaciones Cartago y los reinos de Numidia y Mauritania. Además, no tendió a interpretar la historia antigua como la historia contemporánea, lo que era muy común en su época marcada por el colonialismo.
Aunque algunos de sus estudios están obsoletos debido a los descubrimientos arqueológicos o epigráficos posteriores, según lo que se evidencia en su interpretación de la muralla númida de Dougga, que ahora se considera tardía. Pero el alcance de su erudición, le hace una referencia básica para cualquier otro trabajo en el campo de las investigaciones sobre el África Antigua.
Distinguido como titular de la Cátedra de Historia del Norte de África del Colegio de Francia (Titulaire de la chaire d'histoire de l'Afrique du Nord au Collège de France)de 1912 a 1932 y Miembro de la Academia de las inscripciones y lenguas antiguas (Membre de l'Académie des inscriptions et belles-lettres) en 1923.
La historia antigua del Norte de África (Histoire ancienne de l'Afrique du Nord) es el mayor trabajo del historiador francés Stéphane Gsell, aunque no lo llegó a terminar. Originalmente la obra debía llegar a las invasiones de los vándalos. El trabajo comienza en la prehistoria y termina en el Volumen VIII en el año 40 d. C. En este proyecto contó con la colaboración de otros historiadores y arqueólogos como Pierre Cintas.
Estructura de la obra:
- Tomo I: Estado de la investigación histórica - Los tiempos primitivos, 1913.
- Tomo II: El Estado cartaginés, 1918.
- Tomo III: Historia militar de Cartago, 1918.
- Tomo IV: La civilización cartaginesa, 1920.
- Tomo V: Los reinos indígenas: organización social, política y económica, 1927.
- Tomo VI: Los reinos indígenas: vida material, intelectual y moral, 1927.
- Tomo VII: La República romana y los reyes indígenas, 1928.
- Tomo VIII: Julio César y África - El fin de los reinos indígenas, 1928.

## Publicaciones
- Fouilles dans la nécropole de Vulci, exécutées et publiées aux frais du prince de Torlonia, 1891.
- Essai sur le règne de l’empereur Domitien (1893)
- Recherches archéologiques en Algérie (1893)
- Les Monuments antiques de l'Algérie (2 volumes, 1901)
- Atlas archéologique de l’Algérie (1902 - 1911)
- Histoire ancienne de l'Afrique du Nord (8 volumes, 1913-1929)
- Inscriptions latines de l'Algérie (2 volumes, 1922)
- Promenades archéologiques aux environs d'Alger (1926)